# 4718 Araki
4718 Araki è un asteroide della fascia principale. Scoperto nel 1990, presenta un'orbita caratterizzata da un semiasse maggiore pari a 2,3595914 UA e da un'eccentricità di 0,1606415, inclinata di 8,05415° rispetto all'eclittica. L'asteroide è dedicato a Chikara Araki, un astrofotografo giapponese.